# Nové Dvory (Praha)

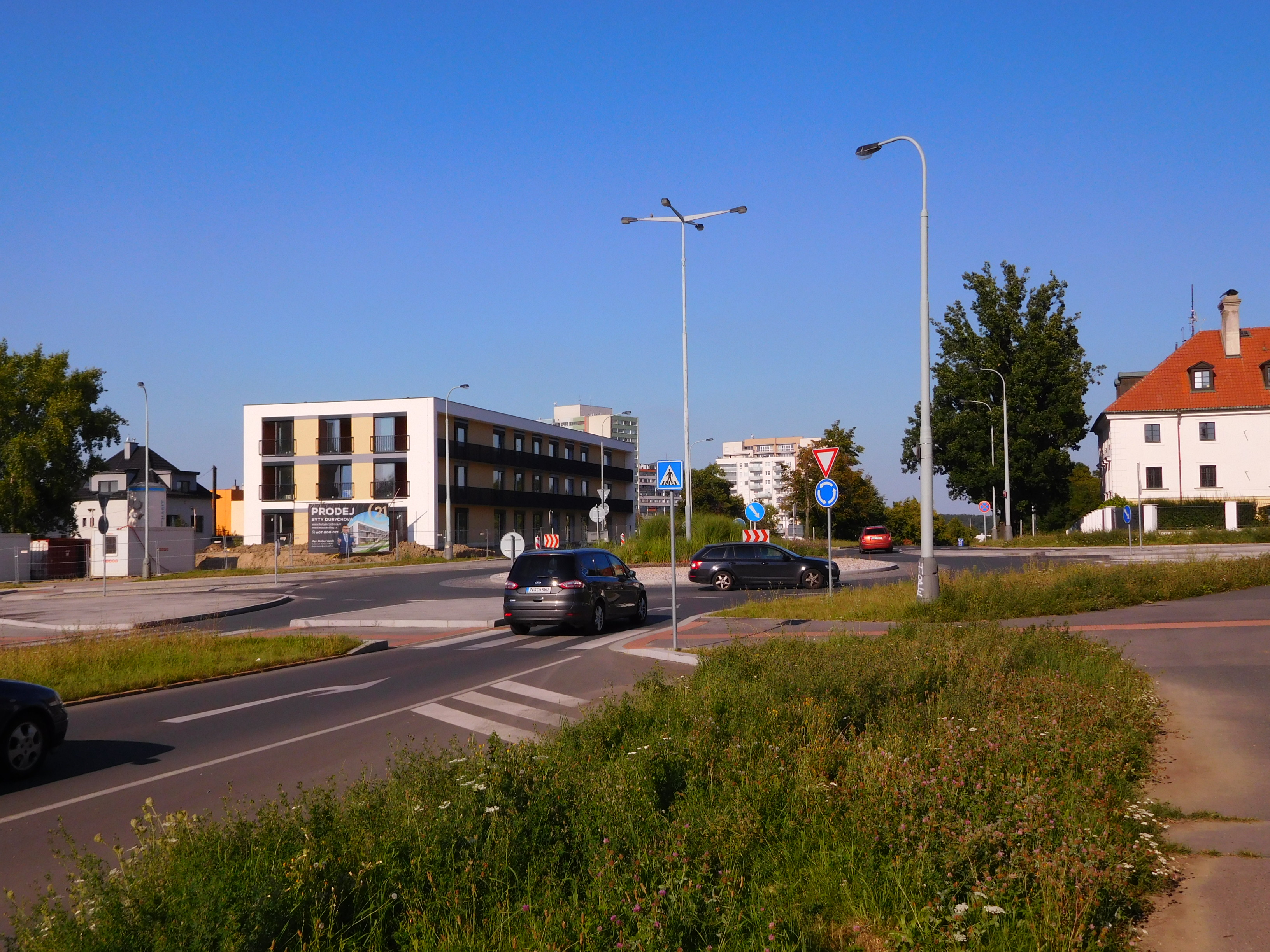
Lokalita Nové Dvory, kruhový objezd Durychova/Novodvorská

Nové Dvory je lokalita v Praze-Lhotce. Stejnojmenná základní sídelní jednotka je ohraničena ulicemi Durychova, Libušská, Chýnovská a Novodvorská, ale název je používán i pro širší okolí. Jméno Nový dvůr/Nové Dvory původně nesla bývalá zemědělská usedlost či mužský klášter  s přilehlou osadou. Usedlost se nachází na křižovatce ulic Durychova a Novodvorská.

## Historie
Nové Dvory jsou poprvé průkazně doloženy ve druhé polovině 18. století, kdy byly zaevidovány v Josefinském katastru na katastrálním území obce Lhotka jižně od Prahy.
V současné době se nachází na území městské části Praha 4 v katastrálním území Lhotka, nedaleko hranice s katastrálním územím Kamýk.
Od Nových Dvorů je odvozeno jméno ulice Novodvorská, která spojuje Braník s Libuší, a od ní název Sídliště Novodvorská.
Nové Dvory je také pracovní název zdejší stanice plánované linky metra D.
V Nových Dvorech došlo v lednu 2006 k vraždě kontroverzního podnikatele Františka Mrázka.